# 透明な自分
「透明な自分」（とうめいなじぶん）は、日本の歌手であるShiroが2000年11月29日にリリースした2枚目のシングルである。
日本テレビ系「e-girl」エンディングテーマ。カップリングの「Dreams」はテレビ東京「リンクTV」のエンディングテーマに採用された。

## 収録曲
| 全作詞: Shiro、全作曲: 津田直士、全編曲: 津田直士、鈴木雅也、佐野雅哉。 |                |       |            |      |
| #                                                                       | タイトル       | 作詞  | 作曲・編曲 | 時間 |
| 1.                                                                      | 「透明な自分」 | Shiro | 津田直士   | 4:05 |
| 2.                                                                      | 「希望のうた」 | Shiro | 津田直士   | 4:33 |
| 3.                                                                      | 「Dreams」     | Shiro | 津田直士   | 4:15 |

## パーソネル
| - レコーディング・エンジニア： | 松本靖雄、鈴木雅也、小西賢治、山崎淳一         |
| - ミキシング・エンジニア：     | 山崎淳一（M-1、M-3）、小西賢治（M-2）          |
| - ストリングス・アレンジ：     | 佐藤泰将                                       |
| - Pro Tools オペレーター：     | 鈴木雅也、小西賢治、久米康隆                   |
| - マスタリング・エンジニア：   | 前田康二（バーニーグランドマン・マスタリング） |
| - トータル・プロデューサー：   | YOSHIKI                                        |